# Joan Martí i Macià
Joan Martí i Macià (Barcelona, 4 de juny de 1884 al Poble Sec - 24 de desembre de 1967) fou un fotògraf català.

## Biografia
Va néixer al Poble Sec, on els seus pares tenien una merceria. Com no volia continuar amb la botiga familiar va deixar la llar i marxà a viure de pensió. Esperit inquiet i molt curiós buscava sempre el perquè de les coses, filosofia que deixà com a testament als seus fills. La decisió de dedicar-se a la fotografia va ser inesperada doncs no tenia coneixements ni formació precedent, i amb molta voluntat i de forma autodidacta va aprendre l'art de la fotografia mitjançant llibres que traduïa de l'anglès i francès. Vers 1920 entrà a treballar a La Veu de Catalunya i posteriorment a Solidaritat Obrera (La Soli) on romangué fins a la seva jubilació.
La feina al diari era compatible amb altres treballs particulars i feia de reporter gràfic venent les fotografies als diaris o es dedicava com especialista en treballs fotogràfics industrials i comercials així com en fotografies d'art i fotomuntatges amb seu al carrer Alt de Sant Pere 29 i posteriorment al carrer Massens 33. En aquestes tasques l'ajudava la seva esposa, Maria Sin Tobeña que intervenia en el revelat i assecat de negatius i positius. L'any 1935 va obtenir el premi d'honor a l'Exposició Fotogràfica de la Catalunya Actual organitzada per "El Dia Gráfico" sota el patronatge de l'Ajuntament de Barcelona. Joan Martí morí a Barcelona el 24 de desembre de 1967. No s'ha pogut documentar cap relació o parentiu amb el fotògraf homònim Joan Martí i Centelles, autor de l'àlbum "Bellezas de Barcelona" entre d'altres.

## Fons personal
El seu fons personal es conserva a l'Arxiu Nacional de Catalunya. Es tracta de restes de l'arxiu particular de Martí i Macià conservat per la seva família i on observem una part dedicada a fotografia familiar i un altre a fotografia industrial.
Inclou documentació de caràcter personal de les famílies Martí i Sin (certificats de bateig, matrimoni i enterrament, cartes, passaports i carnets)